# 1859 no jornalismo
Nesta página encontrará referências aos acontecimentos directamente relacionados com o jornalismo ocorridos durante o ano de 1859.

## Nascimentos
| Data          | Nome               | Profissão                                                         | Nacionalidade | Observações | Ref   |
| ------------- | ------------------ | ----------------------------------------------------------------- | ------------- | ----------- | ----- |
| 30 de março   | Adelino Fontoura   | jornalista, ator e poeta                                          | Brasil        | m. 1884     |       |
| 6 de maio     | Luis María Drago   | político, jurista, jornalista e escritor de direito internacional | Argentina     | m. 1921     |       |
| 26 de outubro | Eduardo de Noronha | militar, jornalista e escritor                                    | Portugal      | m. 1948     | [ 1 ] |

## Mortes
| Data | Nome | Profissão | Nacionalidade | Observações | Ref |
| ---- | ---- | --------- | ------------- | ----------- | --- |